# Frank Lentini
Francesco "Frank" A. Lentini (Rosolini, Sicilia, 18 de mayo de 1889 - 21 de septiembre de 1966) fue un fenómeno de feria debido a su nacimiento con un gemelo parasitario; Lentini tenía tres piernas.

## Biografía

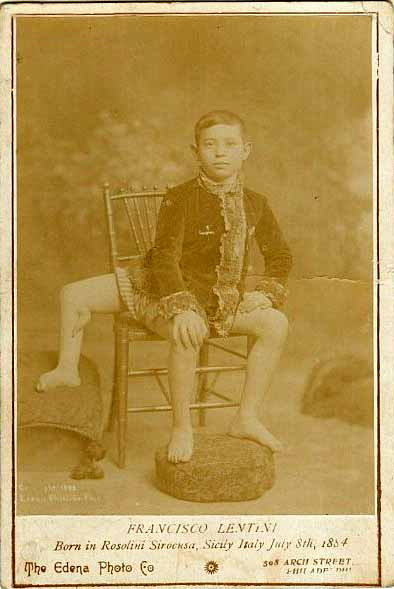
Francesco "Frank" A. Lentini

Nació como el quinto de los doce hijos (siete mujeres y cinco varones) del matrimonio campesino formado por Natale y Giovanna Falco en la localidad siciliana de Rosolini, presentando tres piernas, cuatro pies y duplicidad de genitales debido a un gemelo parasitario. El gemelo estaba unido al cuerpo de Lentini en la base de la columna vertebral y consistía en parte de una pelvis, genitales masculinos rudimentarios y una pierna completa que se extendía desde el lado derecho de la cadera de Lentini, con un pequeño pie que sobresalía de la  rodilla derecha. Sus padres lo entregaron a la esposa de su tío Corrido Falco, que lo llevó a una institución para niños minusválidos, aunque él era perfectamente capaz.
Mantano, un hombre que regentaba un espectáculo de títeres ambulante, empezó a exhibirlo a los ocho años llegando a Londres en 1898 y después a Estados Unidos, a donde entonces emigró la familia al completo. Era presentado como "El futbolista de tres piernas", jugando con un balón por el escenario. Más tarde Lentini entró en el negocio de los espectáculos de fenómenos como "La Maravilla de tres piernas", "El trípode humano" y finalmente "The Great Lentini" actuando junto a la actriz principal del Ringling Brothers Circus. Obtuvo la ciudadanía estadounidense a la edad de treinta años. Su carrera se extendió por más de cuarenta años y trabajó en todos los grandes circos y ferias, incluidos Barnum y Bailey, y el Wild West Show de Buffalo Bill. Lentini era tan respetado entre sus compañeros que a menudo se lo llamaba "El Rey". 
Las piernas normales de Lentini tenían una longitud ligeramente diferente (una tenía 101,6 cm, la otra 96,52 cm), la tercera pierna supernumeraria medía 91,44 cm y tenía un pie deforme. A medida que crecía, la pierna extra no lo hizo y de adulto colgaba pequeña en comparación con las otras, también de longitudes un poco distintas. Se quejaba de que incluso con tres piernas, todavía no tenía un par. El diminuto pie en la rodilla derecha no le gustaba y solía cubrirlo con el calcetín.
En 1907 se casó con Theresa Murray, tres años menor que él, y tuvieron cuatro hijos: Giuseppina (Josephine), Natale (Ned), Francesco (Frank) Junior y Giacomo (James), todos normales. Cuando Frank y Theresa se separaron alrededor de 1935, comenzó una nueva vida con Helen Shupe con quien, al no haber divorcio formal, convivió hasta su muerte. Lentini murió de insuficiencia pulmonar en Jacksonville, Florida, el 22 de septiembre de 1966, a la edad de setenta y siete años.

## Legado
Una foto de Lentini aparece en la contraportada del álbum homónimo de 1995 de la banda de rock Alice in Chains. Está relacionado con el hombre fuerte / cineasta Christopher Annino. Jonathan Redavid lo retrató en la película de 2017 The Greatest Showman.